# 彭祖墩遗址
31°32′03″N 120°28′28″E / 31.53422°N 120.47446°E
彭祖墩遗址，位于中华人民共和国江苏省无锡市新吴区鸿山街道管家桥村伯渎港畔，是一个考古遗址、江苏省文物保护单位。

## 特点
2000年5月，彭祖墩所在地管家桥自然村筑坝，村民在彭祖墩取土，发现许多红色陶片，送到无锡市博物馆，经初步鉴定系马家浜文化的陶片。2000年11月，经国家文物局批准，南京博物院、无锡市博物馆、锡山区文物管理委员会进行三次考古发掘，发现较完整的新石器时代文物40多件，包括有石刀、石斧、石纺轮、陶盆、陶豆、陶釜、陶鼎及玉器等。在马家浜文化时期发现的遗迹有房址、灰坑、墓葬等，其中墓葬33座，包括平地无坑墓15座，长方形竖穴浅坑18座。2001年，锡山市人民政府公布其为锡山市文物保护单位。2002年，江苏省人民政府认定其为江苏省文物保护单位。